# Thelairodrino cardinalis
Thelairodrino cardinalis là một loài ruồi trong họ Tachinidae.